# Isabel Zendal
Isabel Zendal Gómez (Agrela, Santa Marina de Parada, Órdenes, La Coruña, 26 de febrero de 1773-Puebla de los Ángeles, Nueva España) fue una enfermera española, rectora del Orfanato de la Caridad de La Coruña. Participó en la Real Expedición Filantrópica de la Vacuna de Francisco Javier Balmis, cuidando de los veintidós niños de la Casa de Expósitos de La Coruña que viajaron a América, con edades de entre tres y nueve años, y de los veintiséis que fueron a Filipinas, durante los diez años que duró la expedición para llevar la vacuna de la viruela a los territorios españoles de ultramar. Es considerada por la Organización Mundial de la Salud (OMS) como la primera enfermera de la historia en misión internacional.

## Biografía

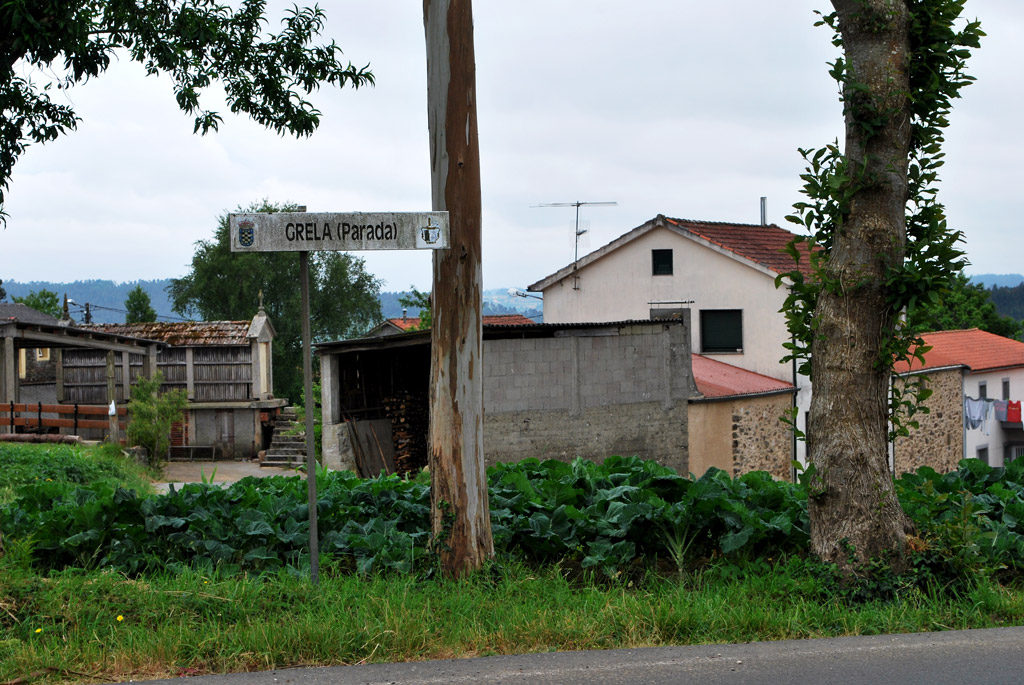
Agrela, en la parroquia de Parada

Existen hasta decenas de versiones de su nombre, como Isabel Sendala y Gómez, Isabel López Gandalia, Isabel López Gandalla, Isabel Sendalla, Isabel Zendalla, Ysabel Gómez Sandalla, Isabel Cendalla o Isabel Zendala y Gómez, entre otros.
Nació en Grela (A Agrela), lugar de la parroquia de Santa Mariña de Parada, concello de Órdenes, provincia de La Coruña. Su padre, Jacobo Zendal, procedía de la parroquia de Santa Cruz de Montaos, y su madre, Ignacia Gómez, de la parroquia de Santa Mariña de Parada; ambos eran agricultores pobres.
El matrimonio tuvo a Bernarda, Isabel (1773), Juan (1774), María Antonia (1776), Joseph (1778, murió al nacer), Francisca Antonia (1779), Joseph y Cathalina (1782, gemelos, murieron en el primer año) y Joseph (1784). En su infancia, era la única niña que iba a clases particulares con el párroco de su pueblo.
En 1786, cuando Isabel tenía trece años, su madre falleció de viruela, lo que la obliga a abandonar su casa familiar para ponerse a trabajar. Con veinte años, comenzó a trabajar en el Hospital de la Caridad de La Coruña, que fuera fundado por Teresa Herrera, primero como ayudante y después como rectora. El 31 de julio de 1793 nació su hijo, Benito Vélez, e Isabel lo crio como madre soltera.
El 24 de marzo de 1800 comenzó su trabajo como rectora de la Inclusa, por el que percibía un salario mensual de cincuenta reales y el pago en especie de una libra diaria de pan elaborado con harina fina, de primera criba. A partir de mayo de 1801 recibía media libra diaria de pan para su hijo y, desde agosto, media libra de carne al día.

### Real Expedición Filantrópica de la Vacuna
El 14 de octubre de 1803 se publicó el decreto en el que se incorpora a Isabel Zendal Gómez a la expedición:

‘Conformandose el Rey con la propuesta de Vm. y del Director de la expedicion destinada à propagar en Yndias la inoculacion de la vacuna, permite S.M. que la Rectora de la Casa de Expositos de esa ciudad sea comprehendida en la misma expedicion en clase de Enfermera, con el sueldo y aiuda de costa señalada a los Enfermeros, para que cuide durante la navegacion de la asistencia y asio de los Niños que haian de embarcarse y cese la repugnancia que se experimenta en algunos Padres de fiar sus hijos al cuidado de aquellos, sin el alivio de una Muger de providad. Con esta fha, paso el aviso correspondiente al Ministerio de hacienda para que la Rectora reciva en esa Ciudad la aiuda de costa de tres mil rs con destino à su havilitación y para el abono en Yndias del sueldo de quinientos pp annuales, conta-dos desde el dia que se embarque y la mitad à su regreso, que deberà ser de cuenta del Erario; y à Vm. lo participo de Rl orden para la inteligencia de la Junta de caridad, de que es Presidente, y noticia de la Ynteresada. Dios gue à Vm. ms as. Sn Lorenzo y Octubre, 14 de 1803.
Josef Ano Caballero
Dn Ygnacio Carrillo y Niebla.’
‘Conformándose el Rey con la propuesta de V.M. y del Director de la expedición destinada a propagar en Indias la inoculación de la vacuna, permite S.M. que la Rectora de la Casa de Expósitos de esa ciudad sea incorporada en la misma expedición en clase de Enfermera, con el sueldo y ayuda de costa señalada a los Enfermeros, para que cuide durante la navegación de la asistencia y aseo de los Niños que hayan de embarcarse y cese la repugnancia que se experimenta en algunos Padres de fiar sus hijos al cuidado de aquellos, sin el alivio de una Mujer de providad. Con esta fecha, paso el aviso correspondiente al Ministerio de hacienda para que la Rectora reciba en esa Ciudad la ayuda de costa de tres mil reales con destino a su habilitación y para el abono en Indias del sueldo de quinientos pesos fuertes anuales, contados desde el día que se embarque y la mitad a su regreso, que deberá ser de cuenta del Erario; y a V.M. lo participo de Real orden para la inteligencia de la Junta de caridad, de que es Presidente, y noticia de la interesada. Dios guíe a V.M. muchos años. San Lorenzo y Octubre, 14 de 1803.
Josef Antonio Caballero.
Don Ygnacio Carrillo y Niebla’.

El 30 de noviembre de 1803, zarpó con 37 personas desde el puerto de La Coruña la expedición que llevaría la vacuna de la viruela a América en la corbeta María Pita, dirigida por Francisco Javier Balmis y financiada por el rey Carlos IV. Isabel Zendal Gómez dejó su puesto en el hospicio para hacerse cargo de los 22 niños que llevaron la vacuna. Fueron 6 niños venidos de la Casa de Desamparados de Madrid, otros 11 del Hospital de la Caridad de La Coruña y 5 de Santiago. La vacuna debía ser llevada por niños que no hubieran pasado la viruela y se transmitía de uno a otro cada 9 o 10 días. Niños entre los que se encontraban su hijo Benito Vélez, de nueve años, Andrés Naya (8 años), Antonio Veredia (7 años), Cándido (7 años), Clemente (6 años), Domingo Naya (6 años), Francisco Antonio (9 años), Francisco Florencio (5 años), Gerónimo María (7 años), Jacinto (6 años), José (3 años), Juan Antonio (5 años), Juan Francisco (9 años), José Jorge Nicolás de los Dolores (3 años), José Manuel María (6 años), Manuel María (3 años), Martín (3 años), Pascual Aniceto (3 años), Tomás Melitón (3 años), Vicente Ferrer (7 años), Vicente María Sale y Bellido (3 años) y un niño más que falleció durante el viaje.
Las normas de la expedición indicaban claramente el cuidado que los niños debían recibir. Ninguno de ellos regresó a Galicia.

"...serán bien tratados, mantenidos y educados, hasta que tengan ocupación o destino con que vivir, conforme a su clase y devueltos a los pueblos de su naturaleza, los que se hubiesen sacado con esa condición".
 Normas que regulaban cuestiones de la Real Expedición

Cada niño recibía un hatillo que contenía: dos pares de zapatos, seis camisas, un sombrero, tres pantalones con sus respectivas chaquetas de lienzo y otro pantalón más de paño para los días más fríos. Para el aseo personal: tres pañuelos para el cuello, otros tres para la nariz y un peine; y para comer: un vaso, un plato y un juego completo de cubiertos.
La expedición llegó a Santa Cruz de Tenerife, donde pasaron un mes vacunando. Salió de Canarias el 6 de enero de 1804 y llegó a Puerto Rico el 9 de febrero de 1804. El 7 de febrero de 1805 la expedición partió de Acapulco rumbo a Filipinas a bordo de la fragata Magallanes con un grupo de 26 niños, entre los que se encontraba el hijo de Isabel, y llegaron a Manila el 15 de abril de 1805. El 14 de agosto de 1809 la expedición regresó a Acapulco. Isabel permaneció en Puebla con su hijo; ya no volvieron a España.

“La mísera Rectora que con el excesivo trabajo y rigor de los diferentes climas que hemos recorrido, perdió enteramente su salud, infatigable noche y dia ha derramado todas las ternuras de la más sensible Madre sobre los 26 angelitos que tiene a su cuidado, del mismo modo que lo hizo desde La Coruña y en todos los viajes y los ha asistido enteramente en sus continuadas enfermedades”
 Balmis, Macao (1806)

La expedición vacunó directamente a unas 250.000 personas.
La Asociación Isabel Zendal nació en La Coruña en octubre de 2016 para investigar, difundir y promover, en los ámbitos local, nacional e internacional, el protagonismo de Galicia en la Real Expedición Filantrópica de la Vacuna.

## Reconocimientos

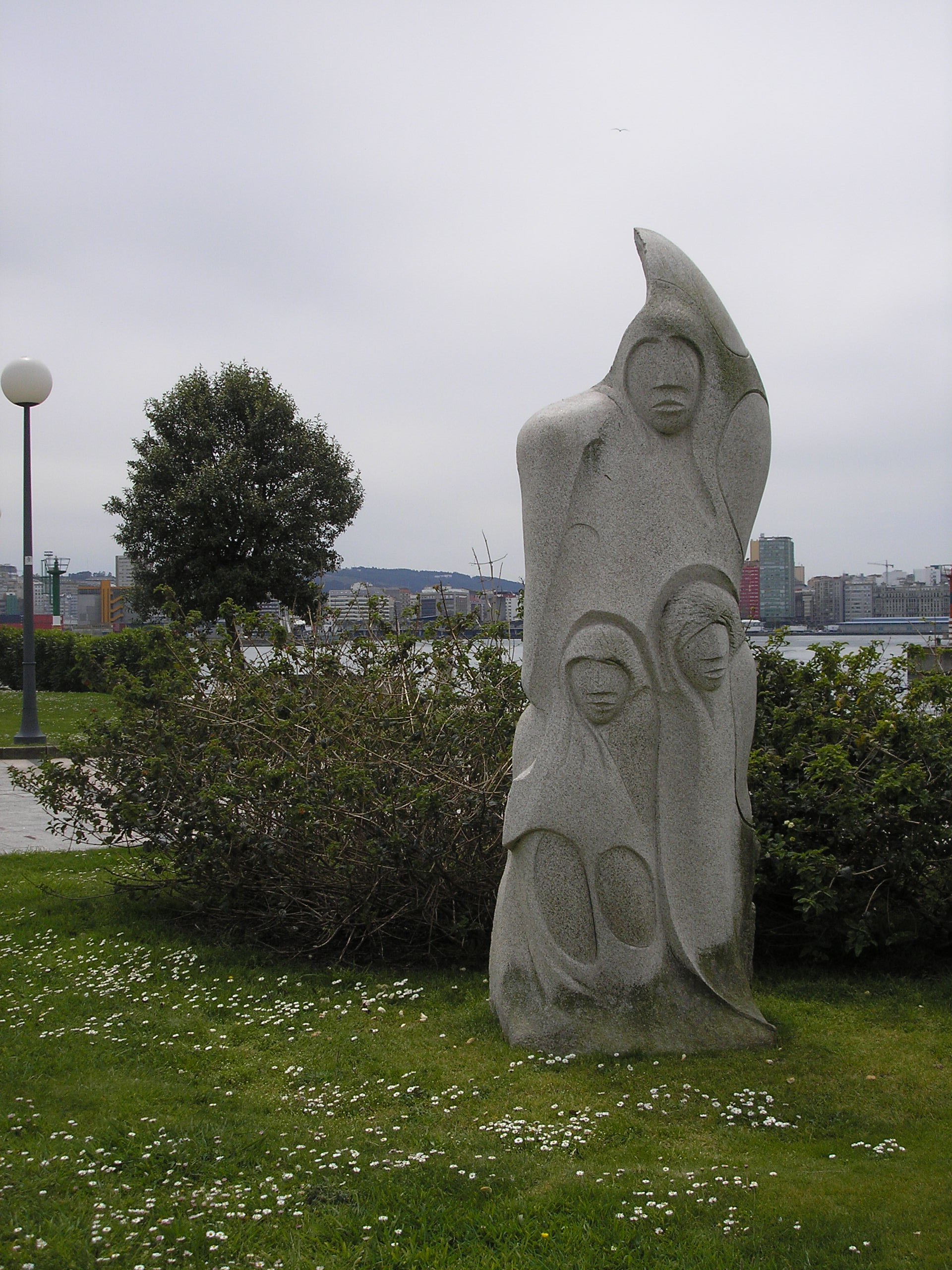
Monumento en El Parrote, en el puerto de La Coruña, en homenaje a los niños huérfanos que partieron en la expedición, obra de Acisclo Manzano

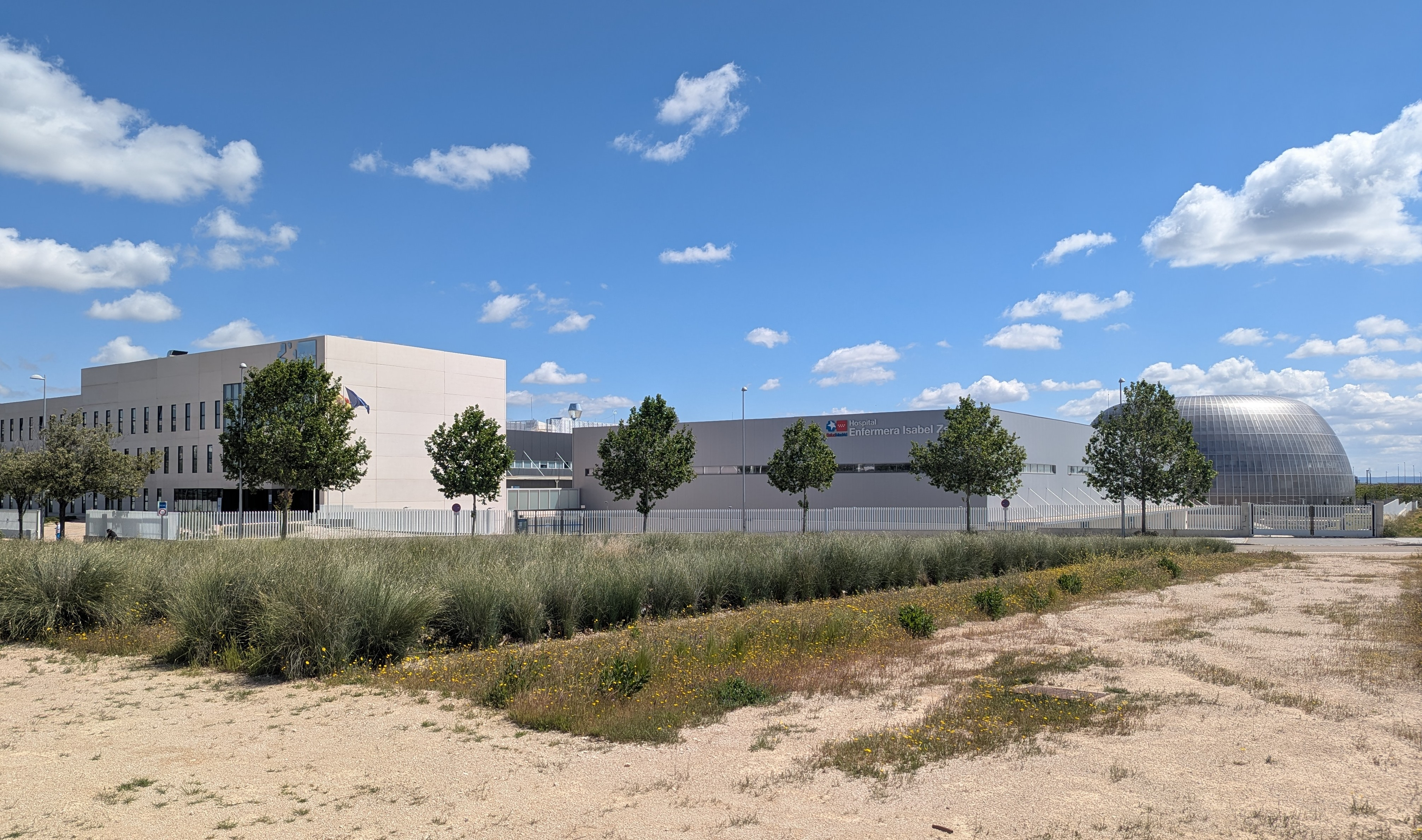
Hospital de Emergencias Enfermera Isabel Zendal, en Madrid

- En 1950 la Organización Mundial de la Salud (OMS) reconoció a Isabel Zendal Gómez como la primera enfermera de la historia en misión internacional.[4]
- En 1971 el ayuntamiento de La Coruña dio su nombre, Isabel López Gandalia, a una calle de la ciudad. El 5 de diciembre de 2017 se decidió cambiar el nombre a Isabel Zendal Gómez.[5]
- Desde 1974 el gobierno de México concede el Premio Nacional de Enfermería Cendala Gómez en su honor.[4]
- La Escuela de Enfermería de San Martín de Texmelucan en Puebla lleva su nombre.
- Con motivo de los 200 años de la expedición, la Casa del Hombre, en La Coruña, le dedicó un monumento con el nombre de los 22 niños de la expedición.
- Una escultura de Acisclo Manzano inaugurada en el Parrote, en el puerto de La Coruña, el 30 de noviembre de 2003, recuerda la salida de la expedición desde ese lugar.
- En sesión celebrada el 30 de noviembre de 2016, y por unanimidad de la corporación local, Isabel Zendal Gómez fue nombrada hija predilecta del ayuntamiento de Órdenes.[13]
- En 2016 la Fundación para el Desarrollo de la Enfermería Fuden entregó el premio especial de Enfermería en Desarrollo por ser la primera enfermera de la historia en misión internacional reconocida por la OMS.
- En 2017 el Sindicato de Enfermería en Galicia renombró los premios que entrega en su Encuentro Científico Gallego de Enfermería y Fisioterapia bajo el nombre de Premios Isabel Zendal.
- En 2018 fue incluida en la «Tabla Periódica de las Científicas» para conmemorar en el 2019 el Año Internacional de la Tabla Periódica de los Elementos Químicos, por celebrarse el 150.º aniversario de la publicación de Mendeléyev.[14]
- En 2018 la Universidad de La Coruña y Círculo Escéptico crearon los Premios Isabel Zendal para el fomento del pensamiento crítico.[15]
- En 2019 El SUMMA 112 entrega los Galardones Isabel Zendal de Enfermería al CODEM, el Pal 24 y la Orcam.[16]
- En 2020, durante la pandemia de la COVID-19, la presidenta de la Comunidad de Madrid inauguró el 1 de diciembre de 2020 el hospital de emergencias en Madrid con el nombre de Hospital Enfermera Isabel Zendal.[17]
- En 2020, durante la pandemia de la COVID-19, se creó la academia de enfermería militar Isabel Zendal.[18]
- En 2022 Correos emitió un sello dedicado a Isabel Zendal.[19]

## Isabel Zendal Gómez en la ficción
- 2006: La novelista dominicano-estadounidense Julia Álvarez escribió un relato de ficción sobre la expedición Balmis desde la perspectiva de la rectora del orfanato, Isabel Zendal Gómez, en Saving the World (ISBN 978-1-56512-510-0).[20]
- 2010: La expedición fue recreada también por la escritora madrileña Almudena de Arteaga en su novela Ángeles custodios, de 2010.[21]
- 2016: La película de TVE 22 ángeles, de Miguel Bardem, está basada en la novela Ángeles custodios (2010).[22]
- 2011: La expedición es el tema central de la novela de Antonio Villanueva Edo Los héroes olvidados (2011).
- 2013: El escritor zaragozano Javier Neveo novela la expedición, narrada por uno de los niños, en Los niños de la vacuna (2013).
- 2015: El escritor y periodista Javier Moro escribió dicho año una novela sobre la Real Expedición Filantrópica de la Vacuna, llamada A flor de piel. Una novela llena de aventuras donde la figura principal es Isabel Zendal y sus viajes por las Américas españolas portando la vacuna de la temida viruela.[23]
- 2016: Se estrenó el documental Isabel Zendal, la enfermera que cambió el rumbo del mundo. El documental de Enfermería TV, televisión creada por el Sindicato de Enfermería (SATSE) y la Fundación para el Desarrollo de la Enfermería, FUDEN, es obra de Ana Fernández, Enrique Sierra y Javier González.[24]
- 2017: La escritora española María Solar relata en su libro Los niños de la viruela (ISBN 978-84-698-3355-1) la historia de Isabel Zendal Gómez como directora del orfanato Casa de Expósitos, y cómo pasó a formar parte de la expedición.
- 2018: Se publicó el cómic Nuevo Mundo. Isabel Zendal en la expedición de la vacuna (ISBN 978-84-94954-91-7) cuyo autor es El Primo Ramón.

## Galería de imágenes

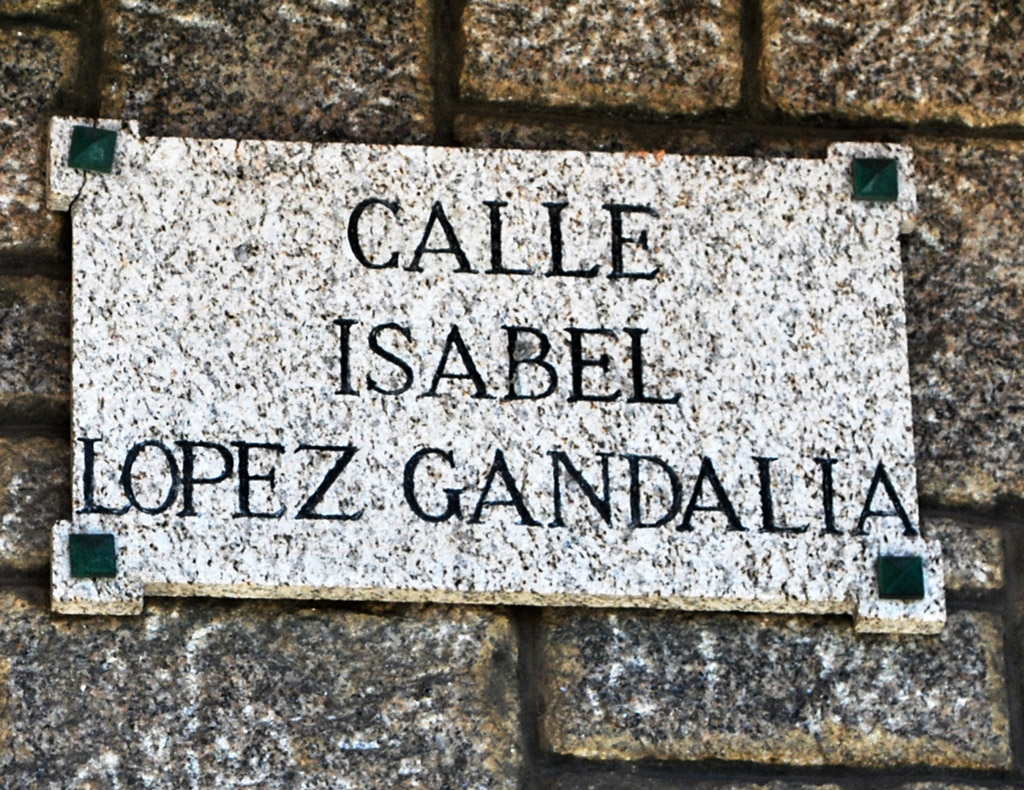
Placa de la calle de La Coruña, antes del cambio de nombre.
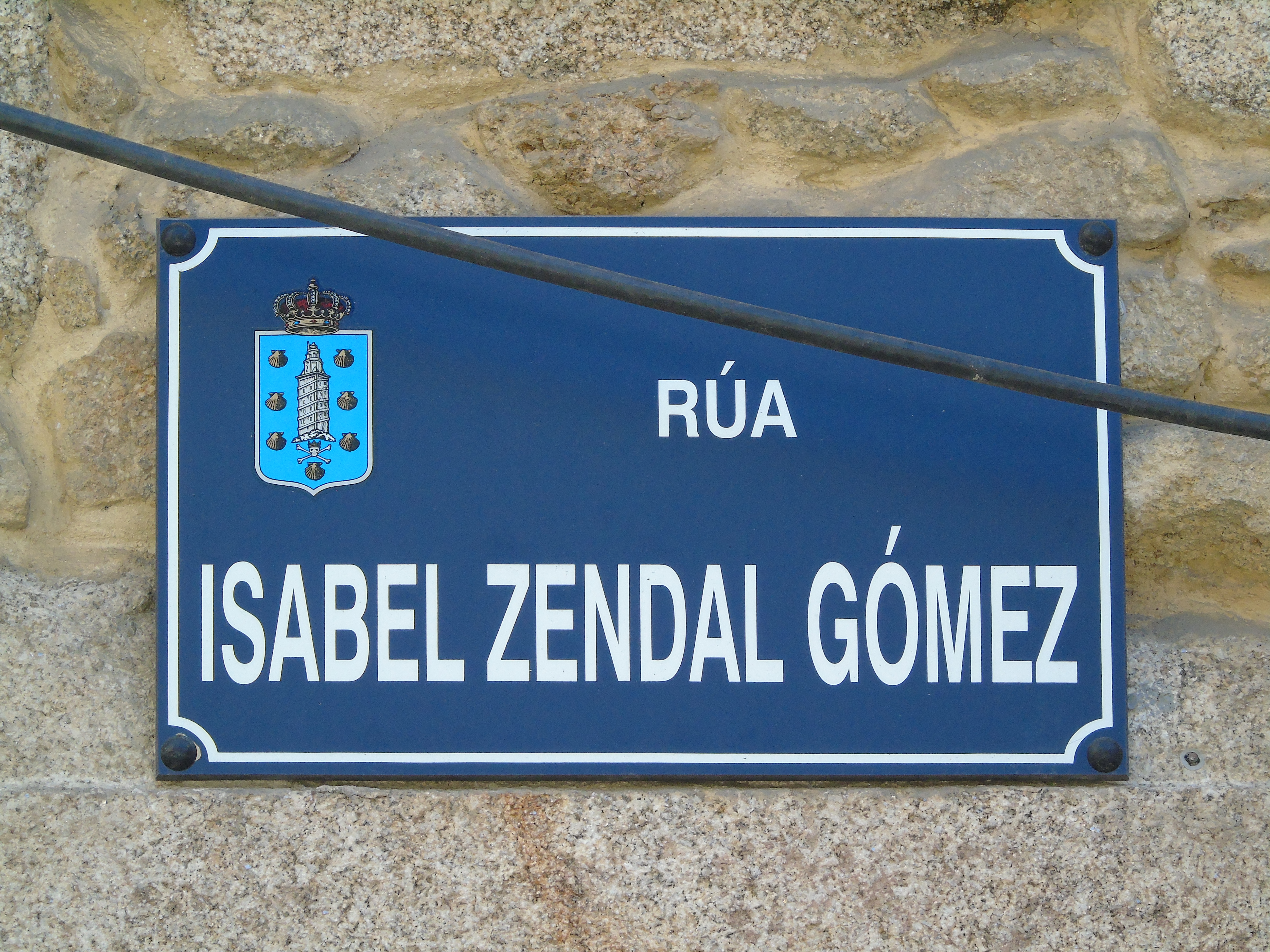
Placa de la Calle Isabel Zendal Gómez.
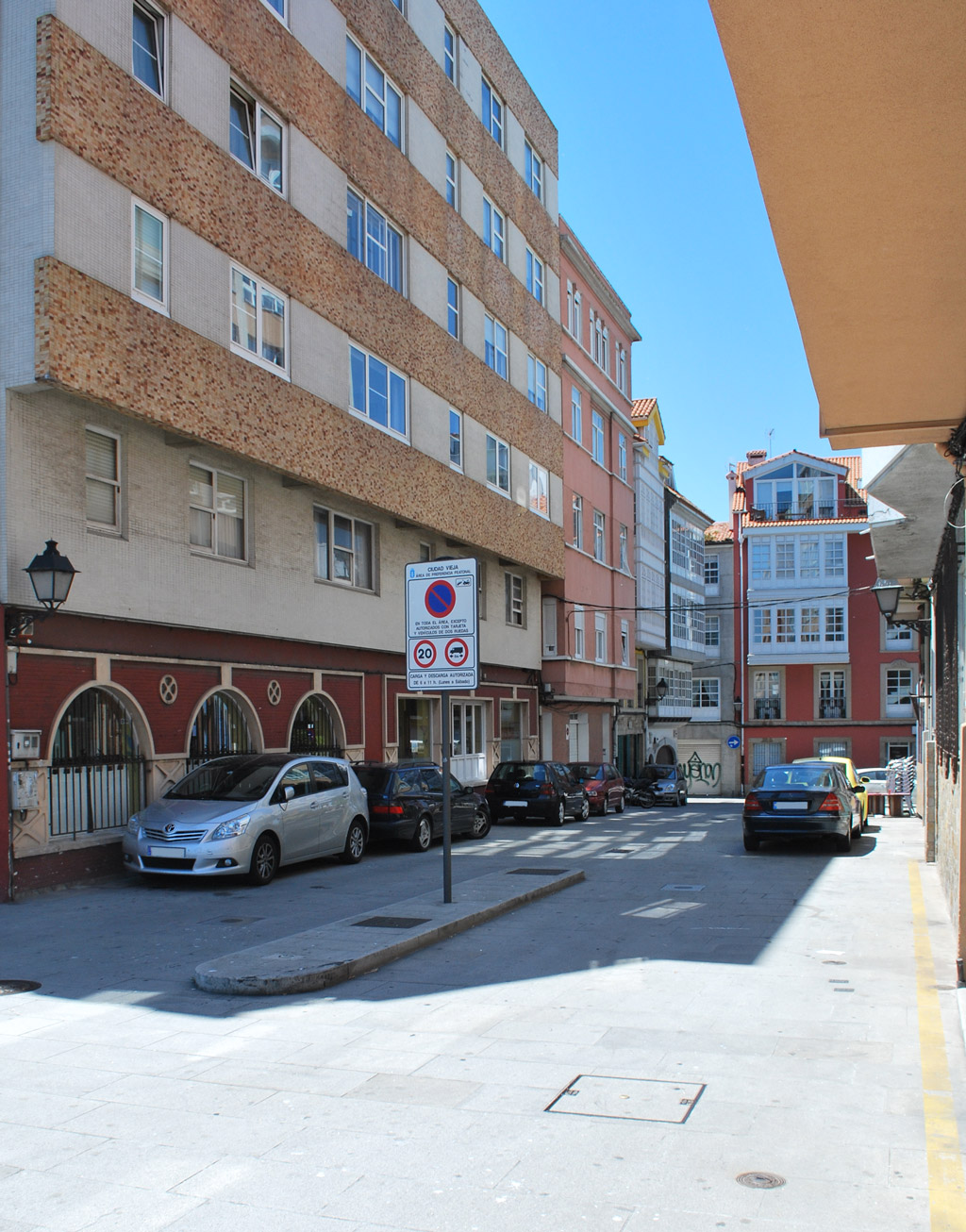
Vista de la calle dedicada a Isabel en La Coruña.